# Családtervezés

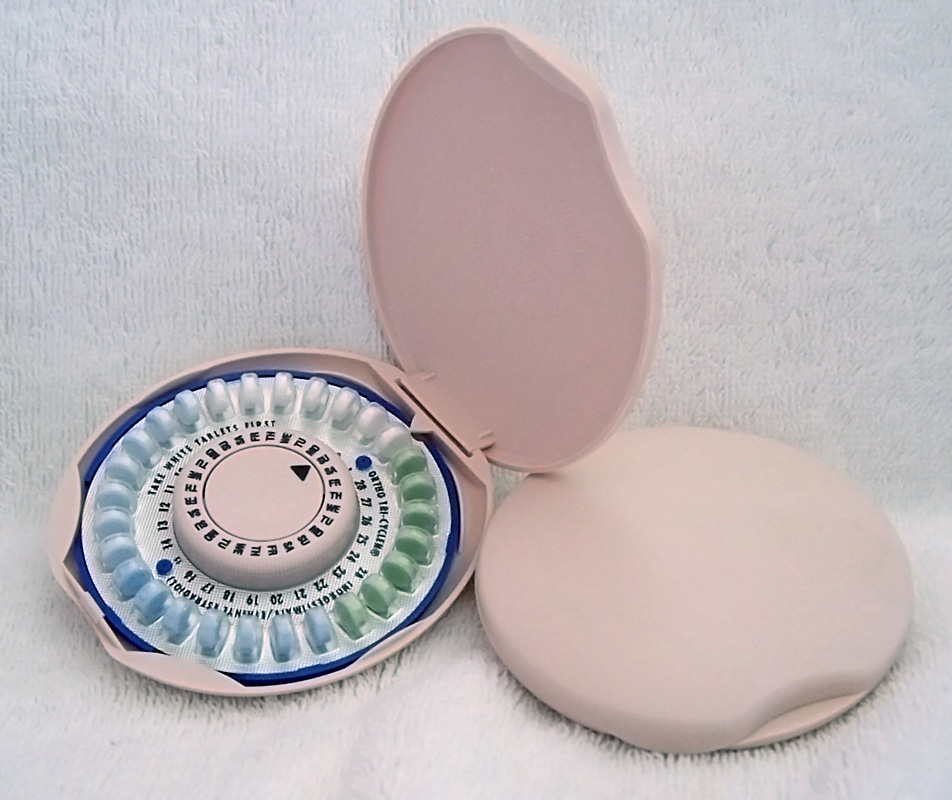
Kombinált fogamzásgátló tabletták. Az 1960-as években bevezetett „gyógyszer” sokáig az egyik legmegbízhatóbb módját jelentette a családtervezésnek

A családtervezés lényege, hogy a fogamzóképes heteroszexuális pár megtervezi, hogy mikor szeretnének gyermekeket és a születésszabályozás különféle módszerei segítségével ezt a tervet a gyakorlatban megvalósítják. Magyarországon a kifejezést két részben értelmezik: mennyiségi családtervezés alatt az utódok számának meghatározását, míg minőségi vagy tudatos családtervezés alatt a veleszületett rendellenességek és a koraszülés megelőzését értik. A szélesebb értelemben vett családtervezésbe azonban beletartozik a serdülők szexuális nevelése, a nemi úton terjedő betegségek elleni védekezés és azok kezelése, a terhesség előtti tanácsadás és gondozás, maga a terhesgondozás, illetve a fogamzóképtelen párok számára biztosított mesterséges megtermékenyítési programok.
A családtervezést időnként a fogamzásgátlás szinonimájaként is használják, de általában ide tartoznak olyan módszerek, eljárások is, amelyek nem nevezhetők fogamzásgátlásnak. Általában, illetve a múltban szinte kizárólag olyan heteroszexuális párokra alkalmazták, akik meg akarták választani a születendő gyermekek számát és azok születésének idejét. A családtervezési módszerek közé lehet sorolni a sterilizációt (a férfi vagy női nemzőképesség megszüntetését, sebészeti eljárással), illetve a nem kívánt terhesség esetén az abortuszt is.
A fejlett országokban a családtervezési szolgáltatásokat elsősorban az állam biztosítja egészségügyi és szociális intézményein, valamint az oktatási rendszeren keresztül.

## A családtervezés célja

### Tervezett vagy tudatos családalapítás
A családtervezés elsődleges célja, hogy bárki, aki gyermeket szeretne, meg tudja határozni, hogy mikor és hogyan vállalja. Ezen belül a családtervezés számos egyéb célt szolgálhat, többek között a teherbeesés szabályozásával elejét veheti a nem kívánt terhességeknek, illetve az esetleges abortuszoknak. A családtervezés segítheti a fejlődő országokat, hogy csökkentsék a születendő gyermekek számát, illetve biztosítsák a megfelelő időt két terhesség között mind az anya, mind a gyermek egészsége és fejlődése érdekében. A modern családtervezési módszerekkel elejét lehet venni az olyan népességrobbanásoknak, amelyek a fejlődő országok gazdasági és társadalmi stabilitását veszélyeztetik, illetve megelőzhetők az illegális abortuszok által okozott halálozások és egészségi komplikációk.

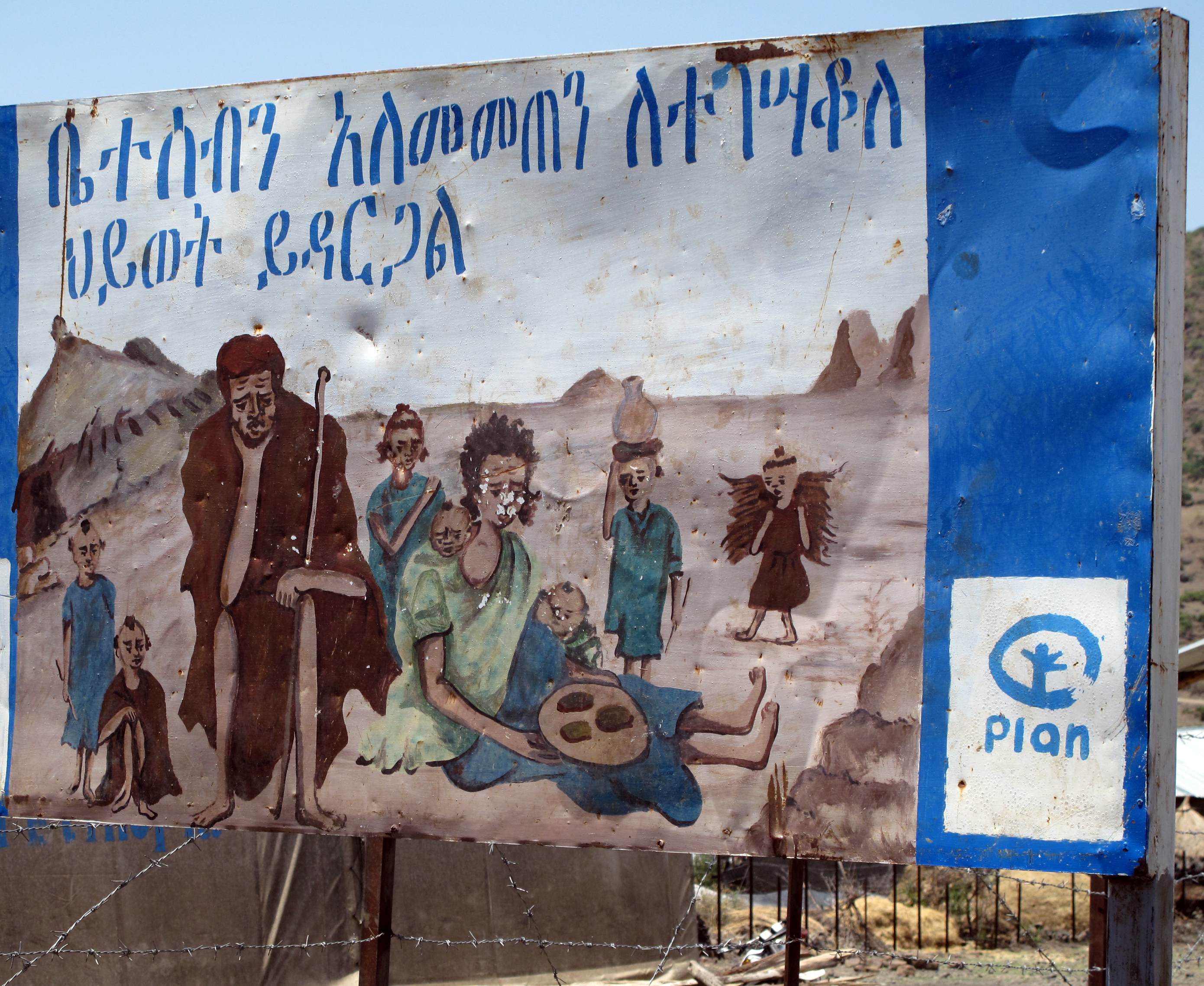
A családtervezés hiányának hátrányait bemutató plakát etiópiában

### Anyagi megfontolások
A családtervezés másik fontos célkitűzése, hogy biztosítsa a gyermeket tervező párok vagy egyedülálló szülők számára a gyermek kihordásához és felneveléséhez szükséges anyagi, szociális, emocionális biztonságot és támogatást. Elsősorban a fejlett nyugati országokban jellemző, hogy a karrierjük elején járó párok kitolják a gyermekvállalást, hogy az anya el tudja kezdeni, fel tudja építeni karrierjét. Ugyanakkor jelentős akadályokat állít a gyermekvállalás elé a nem megfelelő párkapcsolat vagy éppen az anya egészségi állapota is.

### Egészségügyi megfontolások
A családtervezés egyik fontos szempontja, hogy biztosítsa mind az anya, mind a születendő gyermek egészségét. Az anya szempontjából jó, ha nem esik teherbe 18. életéve előtt. Amennyiben két vagy több gyermeket terveznek, a gyermek egészsége és fejlődése szempontjából a legjobb két évet várni a terhességek között.

### Állami családtervezés
Az államilag bevezetett, felügyelt és kikényszerített családtervezés egyik legismertebb példája Kína „egy gyermek” politikája (hivatalos megnevezése „családtervezési politika”), amely a Kína városias részén élő családoknak csak egy gyermeket engedélyez. Az 1979-ben bevezetett politika célkitűzése volt, hogy a születendő gyermekek számának szabályozásával (csökkentésével) segítsék elő a gazdaság és az életszínvonal növekedését. Ennek egyik nemkívánatos mellékhatását a kínai kultúrának a fiúgyermekek iránti hagyományos preferenciája hozta felszínre: amennyiben az egyetlen születendő gyermek lány, a szülők nagy eséllyel fogják elvetetni, elhagyni, feladni vagy akár szélsőséges esetben megölni a gyermeket, hogy később ismét próbálkozhassanak. A rendelkezésre álló statisztikai adatok szerint 2005-ben 100 élveszületett lánygyermekre átlagosan 118 fiú, egyes területeken akár 130 fiú jutott. A nyugati országokban ez mindössze 104-105 fiúgyermek 100 lányra.

## Családtervezési módszerek

### Tanácsadás
A gyermeket váró párok, személyek esetén a legalapvetőbb szolgáltatás a családtervezési tanácsadás. Ilyenkor lehetőség van akár teljes körű egészségügyi vizsgálat elvégzésére (vérvizsgálat, genetikai, dietikai, pszichológia konzultáció), akár a rendelkezésre álló fogamzásgátlási módszerek megvitatására, akár - meddőség esetén - az esetleges mesterséges megtermékenyítési programok ismertetésére.

### Fogamzásgátlás
Napjainkban számos eszköz áll mind a nők, mind a férfiak rendelkezésére, hogy megelőzzék a nemkívánt terhességet. Ezek közül a legfontosabbak:
- hormonális fogamzásgátló szerek (ide tartoznak a sürgősségi fogamzásgátló tabletták)
- óvszerek (férfi és női)
- spermicid hatású szerek alkalmazása
- méhen belüli fogamzásgátló eszközök
- sterilizáció - férfiak esetén vazektómia, nők esetén a petevezeték elkötése
- viselkedési módszerek, úgymint naptármódszer, végbélhőmérséklet-mérés (hőmérőzés vagy Hillebrant-módszer), a méhnyakváladék vizsgálata (ovulációs nyákteszt, Billing-módszer
- megszakításos szeretkezés vagy szexuális önmegtartóztatás

A fogamzásgátlási módszerekkel szemben két nagy elvárás merül fel: minél sikeresebben akadályozzák meg a nem kívánt terhesség bekövetkezését, illetve a módszer befejezése után minél hamarabb bekövetkezhessen a terhesség. Ezeknek a feltételeknek együttesen jelenleg a méhen belüli eszközök, a hormonális tabletták, illetve az spermicid hatású szerekkel kombinált óvszerhasználat felel meg, ami emellett jelentős szerepet játszik a nemi úton terjedő betegségek megelőzésében is. Azok számára, akik nem kívánnak több gyermeket, a sebészeti úton végzett sterilizáció jelent megoldást.

### Mesterséges megtermékenyítés
A mesterséges megtermékenyítés olyan orvosi beavatkozás, amely során közösülés nélkül, külső segítséggel valósul meg a petesejt megtermékenyítése. Két formája létezik: a mesterséges (az apától vagy egy spermadonortól származó) ondóbevitel és a testen kívüli (in vitro) megtermékenyítés. Ritka, de ismert, amikor a gyermeket váró anya szexuális aktusban esik teherbe a spermadonortól.
A mesterséges megtermékenyítést olyan párok is igénybe vehetik, ahol a nő nem tudja kihordani a terhességet és ezért „béranyát" vagy „dajkaanyát" kérnek fel a magzat kihordására (a megnevezés is jelzi, hogy előbbi anyagi ellenszolgáltatás fejében vállalja). Ebben az esetben a mesterségesen megtermékenyített petesejtet egy másik nő méhébe ültetik be. Amennyiben a nő nem rendelkezik egészséges petesejtekkel (pl. rák elleni kezelés miatt), előfordulhat, hogy a béranya adományozza a petesejtet is. A béranyaság intézménye ellentmondásos és az erre vonatkozó szabályozás országonként nagy eltérést mutat. Amerikában törvény szabályozza mind a folyamatot, mind a béranyának járó anyagi ellenszolgáltatást. Európa számos országában elfogadott a dajkaanyaság, azonban az anyagi ellenszolgáltatást tiltja a törvény, illetve a dajkaanya megtarthatja a kicsit.
Magyarországon az 1997-ben elfogadott egészségügyi törvényben még szerepelt a béranyaság. A törvény késleltetve lépett volna hatályba 2000-ben, hogy legyen idő a részletek pontos kidolgozására, de addigra a béranyaság kikerült a reprodukciós lehetőségek közül. A magyar jogban anyának az a nő számít, aki a gyermeket megszüli, vagyis a törvény szerint az egyetlen megoldást a nyílt örökbefogadás jelenti. A béranya azonban dönthet úgy, hogy megtartja a gyermeket, illetve a genetikai szülő is dönthet úgy, hogy mégsem kívánja a gyermeket örökbe fogadni.

### Örökbefogadás
A jelenlegi magyar jogi környezetben az örökbefogadás sokszor az egyetlen lehetőség a meddő párok számára. Az örökbefogadás olyan jogi aktus, amely során rokoni kapcsolat jön létre egy gyermek és az őt örökbe fogadó szülő(k), illetve annak családja között. Az örökbefogadás kapcsán szokás megkülönböztetni a nyílt és a titkos örökbefogadást: az első esetben a vér szerinti szülő(k) és az örökbe fogadó szülő(ki) ismerik egymást, a másik esetben sem a vér szerinti szülő számára nem ismert az örökbefogadó(k) személye, sem pedig fordítva.

### Abortusz
Az abortusz a családtervezés egyik ellentmondásos módszere, amikor a nem kívánt terhességnek rendszerint a terhes nő döntése után véget vetnek (ezért nem tartozik ide az egészségi okból, az anya érdekében végzett abortusz, illetve a spontán vetélés). Magyarországon jelenleg csak három esetben engedélyezett az abortusz:
- egészségügyi ok (ha a terhesség az anya életét vagy egészségét veszélyezteti; ha a magzatnak genetikai ill. egyéb károsodása van)[12]
- ha a terhesség bűncselekmény (nemi erőszak, vérfertőzés) következménye[13]
- ha a terhes nő súlyos válsághelyzetben van[14] (A törvény szerint: „Súlyos válsághelyzet az, amely testi vagy lelki megrendülést, illetve társadalmi ellehetetlenülést okoz."[15])

Amennyiben a terhesség megszakításának törvényi feltételei nem állnak fenn, akkor azt magzatelhajtásnak hívják és ez Magyarországon büntetendő cselekmény.

## Családtervezés nemzetközi szinten
A családtervezés egyik legjelentősebb nemzetközi képviselője és támogatója az ENSZ egyik szakosított szerve, a Népesedési Alap (United Nations Population Fund – UNFPA). A Népesedési Alap által Nemzetközi Népesedési és Fejlődési Konferencia akciótervének legfontosabb pontjai:
- 2015-re univerzális hozzáférés a családtervezési szolgáltatásokhoz
- az anyai halandóság 75%-os csökkentése 2015-re
- a csecsemőhalandóság csökkentése
- a várható élettartam növelése
- a HIV fertőzések arányának 25%-os csökkentése a leginkább érintett országokban

A Világbank és az Egészségügyi Világszervezet becslése alapján évente fejenként 3 dollárt ráfordításból a fejlődő országokba élő összes nő részesülhetne az alapvető családtervezési, anya- és újszülöttgondozási szolgáltatásokból, beleértve a modern fogamzásgátló szereket, a terhesgondozást, az újszülöttgondozást, illetve a nemi betegségek megelőzésére biztosított óvszereket is.

## Fordítás
- Ez a szócikk részben vagy egészben  a   Family planning című angol Wikipédia-szócikk ezen változatának fordításán alapul.  Az eredeti cikk szerkesztőit annak laptörténete sorolja fel. Ez a jelzés csupán a megfogalmazás eredetét és a szerzői jogokat jelzi, nem szolgál a cikkben szereplő információk forrásmegjelöléseként.